# 套环船蛆
套环蛀船蛤（学名：Teredo massa），又名套环船蛆，是海螂目蛀船蛤科蛀船蛤属的一种。主要分布于南海、中国大陆，常栖息在木材建筑物中。